# Barneville-sur-Seine
Barneville-sur-Seine é uma comuna francesa na região administrativa da Normandia, no departamento de Eure. Estende-se por uma área de 8,71 km². Em 2010 a comuna tinha 552 habitantes (densidade: 63,4 hab./km²).